# Кулухов Ілля Давидович
Ілля Давидович Кулухов (25 серпня 1901, село Кулухта або Іонча Тифліської губернії, тепер Грузія — ?) — осетинський радянський державний діяч, голова Південно-Осетинського облвиконкому. Член ЦК Комуністичної партії Грузії. Депутат Верховної ради Грузинської РСР. Депутат Верховної Ради СРСР 3-го скликання.

## Життєпис
Народився в родині селянина-середняка. Незабаром родина переїхала до села Іонча Тифліської губернії. З 1912 по 1917 рік навчався в міській початковій школі в Тифлісі. У 1917 році Ілля Кулухов повернувся до села Іонча, працював у сільському господарстві.
З кінця 1917 року брав участь у партизанській боротьбі осетин проти грузинської влади, спочатку у складі загону Ісака Харебова у Гомській ділянці, а згодом і в інших осетинських загонах. За участь у революційному русі Кулухова переслідувала грузинська влада, він двічі сидів у в'язниці.
У 1921 році був активним борцем за встановлення радянської влади у Південній Осетії. З 1921 по 1922 рік навчався у партійній школі при ЦК КП(б) Грузії в Тифлісі. Член РКП(б) з 1921 року.
З 1922 по 1924 рік служив у Червоній армії.
У 1924—1925 роках — відповідальний секретар Джавського повітового комітету КП(б) Грузії Південно-Осетинської автономної області.
У 1925—1926 роках — голова політичного бюро Надзвичайної комісії (ЧК)—ОДПУ при РНК РСР Грузія Південно-Осетинської автономної області.
У 1926—1928 роках — відповідальний секретар Ленінгорського районного комітету КП(б) Грузії Південно-Осетинської автономної області.
У 1928—1932 роках — студент Комуністичного університету імені Сталіна в Москві.
У 1932—1934 роках — директор талькових розробок «Грузтальк» у селі Цнеліс Південно-Осетинської автономної області.
У 1934—1938 роках — голова виконавчого комітету Знаурської районної ради депутатів трудящих Південно-Осетинської автономної області; на відповідальній роботі в Народному комісаріаті землеробства Грузинської РСР; завідувач Сталінірського районного земельного відділу; голова виконавчого комітету Сталінірської районної ради депутатів трудящих Південно-Осетинської автономної області.
З 1938 по 1939 рік працював завідувачем Південно-Осетинського обласного відділу народної освіти.
У 1939—1941 роках — заступник голови виконавчого комітету Південно-Осетинської обласної ради депутатів трудящих.
З 1941 року — в Червоній армії, учасник німецько-радянської війни. Служив заступником начальника політичного відділу 51-ї стрілецької дивізії. Брав участь у боях на Санчарському перевалі у Краснодарському краї. Під час бою був контужений, після одужання переніс висипний тиф.
Після демобілізації — голова відділу державного забезпечення виконавчого комітету Південно-Осетинської обласної ради депутатів трудящих; завідувач відділу торгівлі та громадського харчування Південно-Осетинського обласного комітету КП(б) Грузії.
У 1947 — квітні 1948 року — 2-й секретар Сталінірського міського комітету КП(б) Грузії Південно-Осетинської автономної області.
13 квітня 1948 — 1953 року — голова виконавчого комітету Південно-Осетинської обласної ради депутатів трудящих.
До 1963 року — директор Сталінірського механічного заводу, директор Сталінірського (Цхінвальського) заводу «Емальпровід» Південно-Осетинської автономної області.
Із 1963 року — на пенсії. З 1965 по 1967 рік працював директором Цхінвальського комбінату будівельних матеріалів Південно-Осетинської автономної області.

## Нагороди
- медаль «За бойові заслуги»
- медаль «За оборону Кавказу»
- медаль «За перемогу над Німеччиною у Великій Вітчизняній війні 1941—1945 рр.»
- медалі